# Pendragon
Pendragon, eller King Arthur Pendragon, är ett amerikanskt rollspel där spelarna tar rollen som riddare i legenden om Kung Artur. Spelet skrevs ursprungligen av Greg Stafford och publicerades av Chaosium och utnämndes 1991 till Origins Award Best Roleplaying Rules 1990. Licensen till spelet förvärvades senare av Green Knight Publishing och 2004 gick det över till White Wolf.

## Kampanjmiljö
Som flera andra rollspel från Chaosium (speciellt Call of Cthulhu) bygger Pendragon på litterära källor, i detta fall på Le Morte d'Arthur från 1400-talet. På grund av det undviker spelet vanliga klichéer som många andra fantasy-rollspel har. Detta har gjort att det har fått en nästintill kultstatus inom den lilla rollspelsmarknaden.
Äventyr har ofta teman som politik, militär eller religion, och presenteras ofta som att de inträffar samtidigt som händelser från legenden om Kung Artur. En viktig del i spelet är tiden mellan äventyr då spelarnas rollpersoner sköter sina gods, gifter sig, åldras och skaffar barn. Normalt deltar rollpersonerna i ett äventyr per år i spelet och kampanjer sträcker sig över generationer där spelarna pensionerar sina rollpersoner och fortsätter spela rollpersonens arvinge. Spelsättet skiljer sig markant från andra rollspel där en rollperson spelas intensivt och liten vikt läggs på rollpersonens familj och ättlingar.

## Regelsystem
Regelsystemet i Pendragon utmärker sig främst med de personlighetsdrag och passioner som kontrollerar och representerar rollpersonens beteende. I övrigt använder spelet traditionell spelmekanik som baseras på Basic Role-Playing (BRP) samt en serie tabeller som avgör vad som händer en rollpersons familj mellan äventyr. Grundegenskaperna är baserade på BRP-standard men färdighetsslag görs med en tjugosidig tärning.

## Historia
Första upplagan publicerades i form av en box av Chaosium 1985 och var skriven och designad av Greg Stafford. Chaosium planerade en andra upplaga med mindre regelförändringar men versionen släpptes aldrig. Istället publicerades en tredje upplaga, med regelrevideringar av Stafford, som en bok med mjukpärm under 1990. Den fjärde upplagan publicerades av Chaosium 1993 och gavs ut igen 1999 av Green Knight Publishing. Regelkärnan i spelet överensstämde med den tredje upplagan men innehöll även regler för magiker och avancerade regler för att skapa rollpersoner (det senare publicerades tidigare i supplementet Knights Adventurous till tredje upplagan). Green Knight Publishing släppte även en nedbantad version av den fjärde upplagan som riktades till nya spelare - The Book of Knights. 2005 publicerade White Wolf en femte upplaga av spelet som var mer strömlinjeformad och producerad av Greg Stafford. Det mest anmärkningsvärda supplementet till den här upplagan är The Great Pendragon Campaign - en massiv inbunden bok på 432 sidor som beskriver händelser, äventyr och karaktärer från Uther Pendragons regeringstid 485 till slutet av Kung Artur-eran.